# Råsaftcentrifug

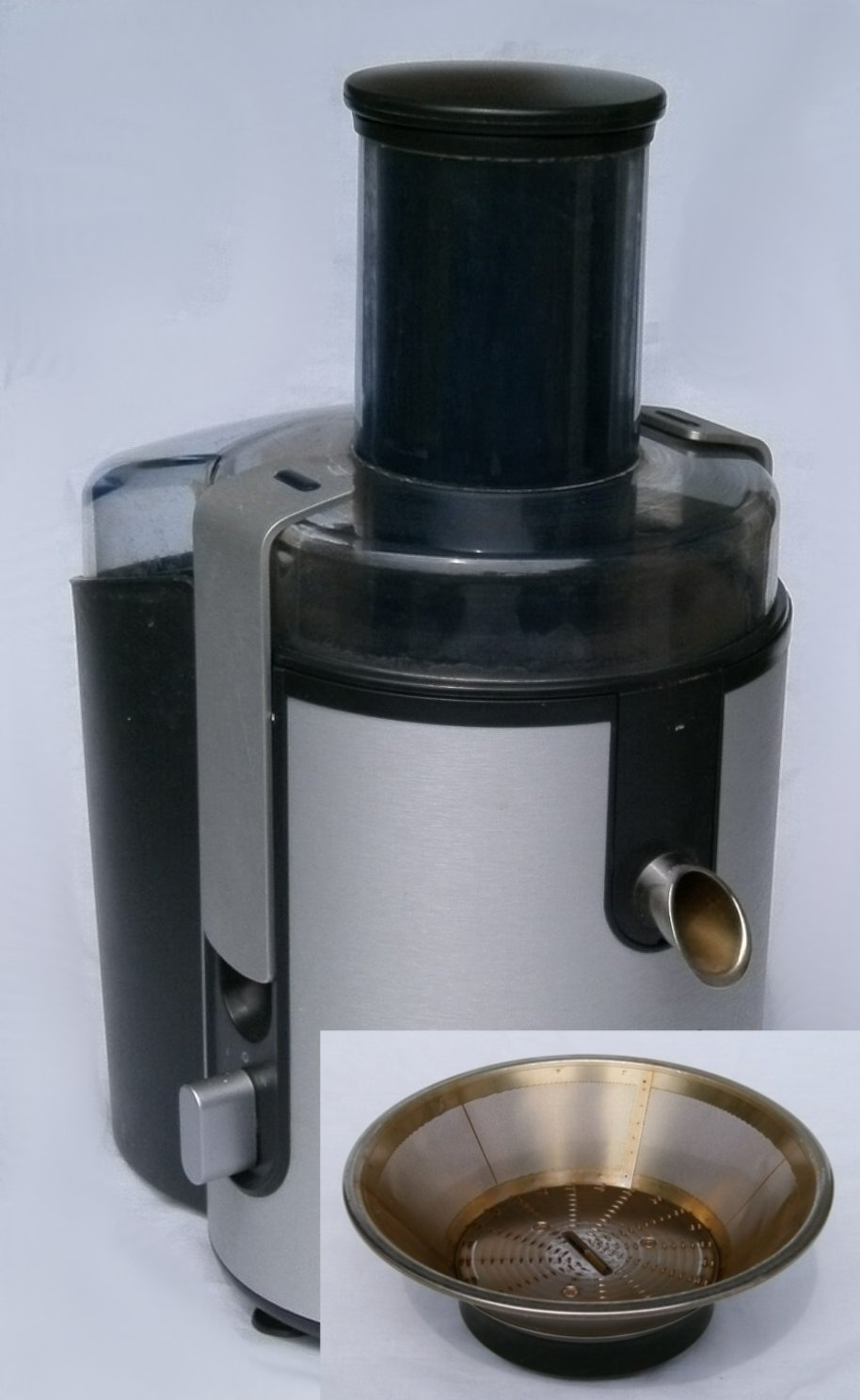
En råsaftcentrifug.

En råsaftcentrifug är en hushållsapparat som används till att utvinna råsaften ur en frukt, ett bär eller liknande.
Apparaten river frukten eller bäret i minimala bitar med hjälp av roterande knivar, och slungar sedan ut det rivna ämnet mot sidorna av en centrifug. Genom små hål i centrifugväggen slungas sedan saften ut och ner i en behållare.
Överst i råsaftcentrifugen finns ett hål i vilket man stoppar frukterna eller bären. Till hjälp, och för att förebygga olyckor, används en matningsstav. Efter användning tar man isär apparaten, avlägsnar kvarvarande fruktkött (vilket går att använda i soppor, grytor, m.m.), och diskar delarna.
Råsaften bör konsumeras direkt eller inom några dagar. För längre tids lagring bör man hälla saften på väl rengjorda och hermetiskt tillslutna kärl, alternativt frysa saften.
Det mesta i frukt- och bärväg går att centrifugera. Vanligast är äpplen, morötter, plommon, hallon och jordgubbar.
Råsaftcentrifugen utsågs 2013 till Årets julklapp av HUI Research (det tidigare Handelns utredningsinstitut).